# Tupoutoʻa ʻUlukalala
Siaosi Manumataongo ʻAlaivahamamaʻo ʻAhoʻeitu Konstantin Tukuʻaho (n. 17 septembrie 1985) este Prinț Moștenitor al Tonga. Tupoutoʻa ʻUlukalala a devenit moștenitor al tronului în martie 2012 când tatăl său, Tupou al VI-lea, a devenit rege al Tonga.